# أد فان دن هيوفيل
أد فان دن هيوفيل (1935 - 2020)، هو كاتب صحفي ومقدم تلفزيوني هولندي.
ولد فان دن هيوفيل في مدينة روتردام. ودرس ليكون مدرسًا رياضيًا، لكنه أصبح في النهاية مراسلًا رياضيًا مستقلًا لمختلف الصحف. بدأ العمل في التلفزيون عام 1959. توفي شهر يونيو 2020 عن عمر ناهز 84 عام.

## من مؤلفاته
- الرئيس (رواية)
- القنبلة القذرة (رواية)
- لغز الصحراء (رواية)
- الاختفاء (رواية)

وكتب أخرى....

## وصلات خارجية
أد فان دن هيوفيل على موقع IMDb (الإنجليزية)
- أد فان دن هيوفيل على موقع ميوزك برينز (الإنجليزية)